# Хронология на пилотираните космически полети (2010-е)

## 2010
| №   | Дата        | Кораб                    | Екипаж | Страна | Достижения                                                                                | Продълж.                |
| --- | ----------- | ------------------------ | --- | ------ | ----------------------------------------------------------------------------------------- | ----------------------- |
| 270 | 8 февруари  | Индевър, мисия STS-130   | Джордж Замка, Тери Виртс, Робърт Бенкън, Никълас Патрик, Катрин Хайр, Стивън Робинсън                                                   | САЩ    | 130-и полет на совалката. 24-ти полет на „Индевър“.                                       | 13 дни 18 ч 8 м 3 сек   |
| 271 | 2 април     | Союз ТМА-18              | Александър Скворцов, Михаил Корниенко и Трейси Колдуел (САЩ)                                                                            | Русия  | 22-ри полет на „Союз“ към МКС                                                             | 176 дни 1 ч 18 м 38 сек |
| 272 | 5 април     | Дискавъри, мисия STS-131 | Алън Пойндекстър, Джеймс Дътън, Ричард Мастрачио, Клейтън Андерсън, Дороти Меткалф-Линденбургер, Стефани Уилсън, Наоко Ямазаки (Япония) | САЩ    | 131-ви полет на совалката. 38-и полет на „Дискавъри“. Продължаване строителството на МКС. | 15 дни 2 ч 48 м 8 сек   |
| 273 | 14 май      | Атлантис, мисия STS-132  | Кенет Хем, Доминик Антонели, Майкъл Гуд, Пиърс Селърс, Стивън Боуен, Гарет Райсмън                                                      | САЩ    | 132-ри полет на совалката. 32-ри полет на „Атлантис“. Продължаване строителството на МКС. | 11 дни 18 ч 29 м 9 сек  |
| 274 | 15 юни      | Союз ТМА-19              | Фьодор Юрчихин, Дъглас Уилок (САЩ) и Шанън Уокър (САЩ)                                                                                  | Русия  | Полет № 100 към МКС                                                                       | 163 дни 7 ч 11 м 34 сек |
| 275 | 7 октомври  | Союз ТМА-01М             | Александър Калери, Олег Скрипочка и Скот Кели (САЩ)                                                                                     | Русия  | Корабът „Союз ТМА-М“ е с нова модернизирана система за управление                         | 159 дни 8 ч 43 м 10 сек |
| 276 | 15 декември | Союз ТМА-20              | Дмитрий Кондратиев, Катрин Кулмън (САЩ) и Паоло Несполи (Италия)                                                                        | Русия  | 25-и полет на „Союз“ към МКС                                                              | 159 дни 7 ч 17 м 15 сек |

През годината
- Космонавти на Русия – 108 (+4 за годината); Пилотирани полети на Русия – 113 (+4 за годината)
- Астронавти на САЩ – 332 (+4 за годината); Пилотирани полети на САЩ – 160 (+3 за годината)
- Космонавти на Китай – 6 (+0 за годината); Пилотирани полети на Китай – 3 (+0 за годината)
- Космонавти на други страни – 71 (+1 за годината);
- Всичко астронавти и космонавти – 517 (+9 за годината)
- Всичко пилотирани полети – 276 (+7 за годината)
- Рекорд за продължителност на полети – Поляков = 10505 ч 58 м (437 дни 17 ч 58 м)
- Рекорд за сумарна продължителност на престоя в космоса – Крикальов (за 6 полета) = 19281 ч 39 м (803 дни 9 ч 39 м)

## 2011
| №   | Дата        | Кораб                    | Екипаж                                                                                                   | Страна | Достижения                                                                                         | Продълж.                |
| --- | ----------- | ------------------------ | --- | ------ | -------------------------------------------------------------------------------------------------- | ----------------------- |
| 277 | 24 февруари | Дискавъри, мисия STS-133 | Стивън Линдзи, Ерик Боу, Бенджамин Дрю, Майкъл Барат, Стивън Боуен, Никол Стот                           | САЩ    | 133-ти полет на совалката. 39-и, последен полет на совалката „Дискавъри“.                          | 12 дни 19 ч 4 м 50 сек  |
| 278 | 4 април     | Союз ТМА-21              | Андрей Борисенко, Александър Самокутяев, Роналд Гаран (САЩ)                                              | Русия  | 26-и полет на „Союз“ към МКС.                                                                      | 164 дни 5 ч 41 м 24 сек |
| 279 | 16 май      | Индевър, мисия STS-134   | Марк Кели, Грегъри Харалд Джонсън, Ендрю Фойстъл, Едуард Финки, Грегъри Шамитоф, Роберто Витори (Италия) | САЩ    | 134-ти полет на совалката. 25-и, последен полет на совалката „Индевър“.                            | 15 дни 17 ч 39 м 8 сек  |
| 280 | 8 юни       | Союз ТМА-02М             | Сергей Волков, Майкъл Фосъм (САЩ) и Сатоши Фурукава (Япония)                                             | Русия  | 27-и полет на „Союз“ към МКС                                                                       | 167 дни 6 ч 12 м 25 сек |
| 281 | 8 юли       | Атлантис, мисия STS-135  | Кристофър Фергюсън, Дъглас Хърли, Сандра Магнус, Рекс Уолхайм                                            | САЩ    | 135-и полет на совалката. 33-ти полет на совалката „Атлантис“, последен по програмата Спейс Шатъл. | 12 дни 18 ч 28 м 50 сек |
| 282 | 14 ноември  | Союз ТМА-22              | Антон Шкаплеров, Анатолий Иванишин, Даниел Бърбенк (САЩ)                                                 | Русия  | Последен старт на модификацията на кораба „Союз ТМ-А“.                                             | 165 дни 7 ч 31 м        |
| 283 | 21 декември | Союз ТМА-03М             | Олег Кононенко, Андре Кейперс (Нидерландия) и Доналд Петит (САЩ)                                         | Русия  | 29-и полет на Союз към МКС                                                                         | 192 дни 18 ч 58 м       |

През годината
- Космонавти на Русия – 112 (+4 за годината); Пилотирани полети на Русия – 117 (+4 за годината)
- Астронавти на САЩ – 332 (+0 за годината); Пилотирани полети на САЩ – 163 (+3 за годината)
- Космонавти на Китай – 6 (+0 за годината); Пилотирани полети на Китай – 3 (+0 за годината)
- Космонавти на други страни – 72 (+1 за годината);
- Всичко астронавти и космонавти – 522 (+5 за годината)
- Всичко пилотирани полети – 283 (+7 за годината)
- Рекорд за продължителност на полета – Поляков = 10505 ч 58 м (437 дни 17 ч 58 м)
- Рекорд за сумарна продължителност на престоя в космоса – Крикальов (за 6 полета) = 19281 ч 39 м (803 дни 9 ч 39 м)

## 2012
| №   | Дата        | Кораб        | Екипаж                                                             | Страна | Достижения                                                                | Продълж.                 |
| --- | ----------- | ------------ | ------------------------------------------------------------------ | ------ | ------------------------------------------------------------------------- | ------------------------ |
| 284 | 15 май      | Союз ТМА-04М | Генадий Падалка, Сергей Ревин, Джоузеф Акаба (САЩ)                 | Русия  | 30-и полет на „Союз“ към МКС                                              | 124 дни 23 ч 51 м 30 сек |
| 285 | 16 юни      | Шънчжоу-9    | Цзин Хайпън, Лю Уън, Лю Ян                                         | Китай  | Лю Ян – първата жена-тайконавт. Скачване с орбиталната станция Тиенгун 1. | 12 дни 15 ч 25 м 24 сек  |
| 286 | 15 юли      | Союз ТМА-05М | Юрий Маленченко, Сунита Уилиамс (САЩ) и Акихико Хошиде (Япония)    | Русия  | 115-и полет на кораба „Союз“, 31-ви полет към МКС                         | 126 дни 23 ч 13 м 17 сек |
| 287 | 23 октомври | Союз ТМА-06М | Олег Новицки, Евгений Тарелкин и Кевин Форд (САЩ)                  | Русия  | 32-ри полет на „Союз“ към МКС                                             | 143 дни 16 ч 14 м 49 сек |
| 288 | 19 декември | Союз ТМА-07М | Роман Романенко, Томас Маршбърн (САЩ), Кристофър Хадфийлд (Канада) | Русия  | 33-ри полет на „Союз“ към МКС                                             | 145 дни 14 ч 18 м 15 сек |

През годината
- Космонавти на Русия – 115 (+3 за годината); Пилотирани полети на Русия – 121 (+4 за годината)
- Астронавти на САЩ – 332 (+0 за годината); Пилотирани полети на САЩ – 163 (+0 за годината)
- Космонавти на Китай – 8 (+2 за годината); Пилотирани полети на Китай – 4 (+1 за годината)
- Космонавти на други страни – 72 (+0 за годината);
- Всичко астронавти и космонавти – 527 (+5 за годината)
- Всичко пилотирани полети – 288 (+5 за годината)
- Рекорд за продължителност на полета – Поляков = 10505 ч 58 м (437 дни 17 ч 58 м)
- Рекорд за сумарна продължителност на престоя в космоса – Крикальов (за 6 полета) = 19281 ч 39 м (803 дни 9 ч 39 м)

## 2013
| №   | Дата         | Кораб        | Екипаж                                                        | Страна | Достижения                                      | Продълж.                 |
| --- | ------------ | ------------ | ------------------------------------------------------------- | ------ | ----------------------------------------------- | ------------------------ |
| 289 | 29 март      | Союз ТМА-08М | Павел Виноградов, Александър Мисуркин, Кристофър Касиди (САЩ) | Русия  | 34-ти полет на „Союз“ към МКС                   | 166 дни 6 ч 15 мин       |
| 290 | 29 май       | Союз ТМА-09М | Фьодор Юрчихин, Карън Найберг (САЩ), Лука Пармитано (Италия)  | Русия  | 35-и полет на „Союз“ към МКС                    | 166 дни 6 ч 6 мин        |
| 291 | 11 юни       | Шънчжоу-10   | Ние Хайшен, Чжан Сяогуан, Ван Япин                            | Китай  | Второ скачване с орбиталната станция Тиенгун 1. | 14 дни 14 ч 29 мин 3 сек |
| 292 | 25 септември | Союз ТМА-10М | Олег Котов, Сергей Рязански, Майкъл Хопкинс (САЩ)             | Русия  | 36-и полет на Союз към МКС                      | 166 дни 6 ч 25 мин       |
| 293 | 7 ноември    | Союз ТМА-11М | Михаил Тюрин, Ричард Мастрачио (САЩ), Коичи Ваката (Япония)   | Русия  | 37-и полет на „Союз“ към МКС                    | 187 дни 21 ч 44 мин      |

През годината
- Космонавти на Русия – 117 (+2 за годината); Пилотирани полети на Русия – 125 (+4 за годината)
- Астронавти на САЩ – 333 (+1 за годината); Пилотирани полети на САЩ – 163 (+0 за годината)
- Космонавти на Китай – 10 (+2 за годината); Пилотирани полети на Китай – 5 (+1 за годината)
- Космонавти на други страни – 73 (+1 за годината);
- Всичко астронавти и космонавти – 533 (+6 за годината)
- Всичко пилотирани полети – 293 (+5 за годината)
- Рекорд за продължителност на полета – Поляков = 10505 ч 58 м (437 дни 17 ч 58 м)
- Рекорд за сумарна продължителност на престоя в космоса – Крикальов (за 6 полета) = 19281 ч 39 м (803 дни 9 ч 39 м)

## 2014
| №   | Дата         | Кораб        | Екипаж                                                            | Страна | Достижения                    | Продълж.            |
| --- | ------------ | ------------ | ----------------------------------------------------------------- | ------ | ----------------------------- | ------------------- |
| 294 | 25 март      | Союз ТМА-12М | Александър Скворцов, Олег Артьомиев, Стивън Суонсън (САЩ)         | Русия  | 38-и полет на „Союз“ към МКС  | 169 дни 5 ч 6 мин   |
| 295 | 28 май       | Союз ТМА-13М | Максим Сураев, Грегъри Уайсмен (САЩ), Александър Герст (Германия) | Русия  | 39-и полет на „Союз“ към МКС  | 165 дни 8 ч 1 мин   |
| 296 | 25 септември | Союз ТМА-14М | Александър Самокутяев, Елена Серова, Бари Уилмор (САЩ)            | Русия  | 40-и полет на „Союз“ към МКС  | 167 дни 5 ч 42 мин  |
| 297 | 24 ноември   | Союз ТМА-15М | Антон Шкаплеров, Саманта Кристофорети (Италия), Тери Виртс (САЩ)  | Русия  | 41-ви полет на „Союз“ към МКС | 199 дни 16 ч 42 мин |

През годината
- Космонавти на Русия – 119 (+2 за годината); Пилотирани полети на Русия – 129 (+4 за годината)
- Астронавти на САЩ – 334 (+1 за годината); Пилотирани полети на САЩ – 163 (+0 за годината)
- Космонавти на Китай – 10 (+0 за годината); Пилотирани полети на Китай – 5 (+0 за годината)
- Космонавти на други страни – 75 (+2 за годината);
- Всичко астронавти и космонавти – 538 (+5 за годината)
- Всичко пилотирани полети – 297 (+4 за годината)
- Рекорд за продължителност на полета – Поляков = 10505 ч 58 м (437 дни 17 ч 58 м)
- Рекорд за сумарна продължителност на престоя в космоса – Крикальов (за 6 полета) = 19281 ч 39 м (803 дни 9 ч 39 м)

## 2015
| №   | Дата        | Кораб        | Екипаж                                                              | Страна | Достижения | Продълж.            |
| --- | ----------- | ------------ | ------------------------------------------------------------------- | ------ | --- | ------------------- |
| 298 | 27 март     | Союз ТМА-16М | Генадий Падалка, Михаил Корниенко, Скот Кели (САЩ)                  | Русия  | 42-ри полет на „Союз“ към МКС. Михаил Корниенко и Скот Кели работят на борда на МКС в продължение на 1 година и се завръщат на Земята с кораба Союз ТМА-18М. Със Союз ТМА-16М се завръщат Генадий Падалка, Андреас Могенсен и Айдън Аимбетов. | 168 дни 16 ч 31 мин |
| 299 | 22 юли      | Союз ТМА-17М | Олег Кононенко, Кимия Юи (Япония), Чел Линдгрен (САЩ)               | Русия  | 43-ти полет на „Союз“ към МКС | 141 дни 7 ч 2 мин   |
| 300 | 2 септември | Союз ТМА-18М | Сергей Волков, Андреас Могенсен (Дания), Айдън Аимбетов (Казахстан) | Русия  | 44-ти полет на „Союз“ към МКС. Могенсен и Аимбетов се завръщат на Земята с кораба „Союз ТМА-16М“ заедно с командира Генадий Падалка. Освен командира на кораба са и С. Кели и М. Корниенко, прекарали около 1 година в космоса.               | 179 дни 17 ч 20 мин |
| 301 | 15 декември | Союз ТМА-19М | Юрий Маленченко, Тимъти Копра (САЩ), Тимъти Пик (Великобритания)    | Русия  | 45-и полет на „Союз“ към МКС | 185 дни 12 ч 19 мин |

През годината
- Космонавти на Русия – 119 (+0 за годината); Пилотирани полети на Русия – 133 (+4 за годината)
- Астронавти на САЩ – 335 (+1 за годината); Пилотирани полети на САЩ – 163 (+0 за годината)
- Космонавти на Китай – 10 (+0 за годината); Пилотирани полети на Китай – 5 (+0 за годината)
- Космонавти на други страни – 79 (+4 за годината);
- Всичко астронавти и космонавти – 543 (+5 за годината)
- Всичко пилотирани полети – 301 (+4 за годината)
- Рекорд за продължителност на полета – Поляков = 10505 ч 58 м (437 дни 17 ч 58 м)
- Рекорд за сумарна продължителност на престоя в космоса – Генадий Падалка (за 5 полета) = 21083 ч 39 м (878 дни 11 ч 31 м)

## 2016
| №   | Дата        | Кораб        | Eкипаж                                                        | Страна | Достижения | Продълж.            |
| --- | ----------- | ------------ | ------------------------------------------------------------- | ------ | --- | ------------------- |
| 302 | 19 март     | Союз ТМА-20М | Алексей Овчинин, Олег Скрипочка, Джефри Уилямс (САЩ)          | Русия  | 46-и полет на Союз към МКС. Това е последният кораб от серията Союз ТМА-М, на кораба е монтиран последният комплект от системата за автоматично сближаване „Курс“. | 172 дни 3 ч 47 мин  |
| 303 | 7 юли       | Союз МС-01   | Анатолий Иванишин, Такуя Ониси (Япония), Катлийн Рубинс (САЩ) | Русия  | 47-и полет на Союз към МКС. Корабът от серията Союз МС е нова модернизирана версия на космическия кораб Союз ТМА-М.                                                | 115 дни 2 ч 22 мин  |
| 304 | 16 октомври | Шънджоу 11   | Цзин Хайпън, Чен Дун                                          | Китай  | Скачване с намиращата се в орбита космическа лаборатория Тиенгун 2 и работа на космонавтите на нея около 30 денонощия.                                             | 32 дни 6 ч 13 мин   |
| 305 | 19 октомври | Союз МС-02   | Сергей Рижиков, Андрей Борисенко, Робърт Кимбро (САЩ)         | Русия  | 48-и полет на Союз към МКС | 173 дни 3 ч 16 мин  |
| 306 | 17 ноември  | Союз МС-03   | Олег Новицки, Тома Песке (Франция), Пеги Уитсън (САЩ)         | Русия  | 49-и полет на Союз към МКС | 196 дни 17 ч 49 мин |

През годината
- Космонавти на Русия – 121 (+2 за годината); Пилотирани полети на Русия – 137 (+4 за годината)
- Астронавти на САЩ – 336 (+1 за годината); Пилотирани полети на САЩ – 163 (+0 за годината)
- Космонавти на Китай – 11 (+1 за годината); Пилотирани полети на Китай – 6 (+1 за годината)
- Космонавти на други страни – 81 (+2 за годината);
- Всичко астронавти и космонавти – 549 (+6 за годината)
- Всичко пилотирани полети – 306 (+5 за годината)
- Рекорд за продължителност на полета – Валерий Поляков = 10505 ч 58 м (437 дни 17 ч 58 м)
- Рекорд за сумарна продължителност на престоя в космоса – Генадий Падалка (за 5 полета) = 21083 ч 39 м (878 дни 11 ч 31 м)

## 2017
| №   | Дата         | Кораб      | Екипаж                                                         | Страна | Достижения                  | Продълж.              |
| --- | ------------ | ---------- | -------------------------------------------------------------- | ------ | --------------------------- | --------------------- |
| 307 | 20 април     | Союз МС-04 | Фьодор Юрчихин, Джак Фишър (САЩ)                               | Русия  | 50-и полет на Союз към МКС  | 135 дни 18 ч 8 мин    |
| 308 | 28 юли       | Союз МС-05 | Сергей Рязански, Рандолф Брезник (САЩ), Паоло Несполи (Италия) | Русия  | 51-ви полет на Союз към МКС | 138 дни 16 ч 58 мин   |
| 309 | 13 септември | Союз МС-06 | Александър Мисуркин, Марк Ванде Хей (САЩ), Джоузеф Акаба (САЩ) | Русия  | 52-ри полет на Союз към МКС | в момента е в космоса |
| 310 | 17 декември  | Союз МС-07 | Антон Шкаплеров, Скот Тингъл (США), Норишиге Канаи (Япония)    | Русия  | 53-ти полет на Союз към МКС | в момента е в космоса |

През годината
- Космонавти на Русия – 121 (+0 за годината); Пилотирани полети на Русия – 141 (+4 за годината)
- Астронавти на САЩ – 339 (+3 за годината); Пилотирани полети на САЩ – 163 (+0 за годината)
- Космонавти на Китай – 11 (+0 за годината); Пилотирани полетт на Кита – 6 (+0 за годината)
- Космонавти на други страни – 82 (+1 за годината);
- Всичко астронавти и космонавти – 553 (+4 за годината)
- Всичко пилотирани полети – 310 (+4 за годината)
- Рекорд за продължителност на полета – Валерий Поляков = 10505 ч 58 м (437 дни 17 ч 58 м)
- Рекорд за сумарна продължителност на престоя в космоса – Генадий Падалка (за 5 полета) = 21083 ч 39 м (878 дни 11 ч 31 м)